# Poletne olimpijske igre 1980
Poletne olimpijske igre 1980 (uradno XXII. olimpijada moderne dobe) so bile poletne olimpijske igre, ki so potekale leta 1980 v Moskvi, Sovjetska zveza. Druga gostiteljska kandidatka sta bila: Los Angeles, ZDA.